# Hieracium jankae
Hieracium jankae es una especie de planta con flor del género Hieracium, de la familia Asteraceae, orden Asterales.

## Distribución
Hieracium jankae se distribuye por Albania, Bulgaria, Grecia, Rumania, Turquía y Yugoslavia.

## Taxonomía
Fue descrita científicamente por Uechtr.
Tratamiento taxonómico
La especie aparece registrada y publicada en Oesterr. Bot. Z.